# Laura Brugués i Saló
Laura Brugués i Saló   (Figueres, 1983) és una periodista d'esports catalana. Amb setze anys va començar a col·laborar a la COPE de Figueres, i amb 17, al Diari de Girona. També ha treballat en programes de Catalunya Ràdio i de Barça TV. Forma part del departament d'Esports de TV3 des del 2004, on ha seguit el Girona Futbol Club, el Barça B i el Centre d'Esports Sabadell Futbol Club, abans d'incorporar-se a la secció del Barça el 2014 fins a l'actualitat.